# Falkenraubmöwe
Die Falkenraubmöwe (Stercorarius longicaudus) ist eine Art in der Familie der Raubmöwen. Es werden zwei Unterarten unterschieden. In Mitteleuropa findet sie sich seltener als die Schmarotzerraubmöwe und die Spatelraubmöwe ein. In Belgien wurden jedoch allein zwischen 1991 und 1996 432 Individuen dieser Art beobachtet.

## Erscheinungsbild
Der obere Teil des Kopfes und der Nacken sind schwarz glänzend. Die Brust und der Hals sind weiß, wobei letzterer einen gelblichen Schimmer hat. Die Rückseite und die Flügeloberfläche sind braungrün gefärbt. Weiterhin fällt ein ausgeprägt langer Schwanz auf. Mit einer Länge von 40 bis 55 Zentimetern und einem Gewicht von 220 bis 350 Gramm ist es die kleinste Art der Raubmöwen.

## Verbreitung

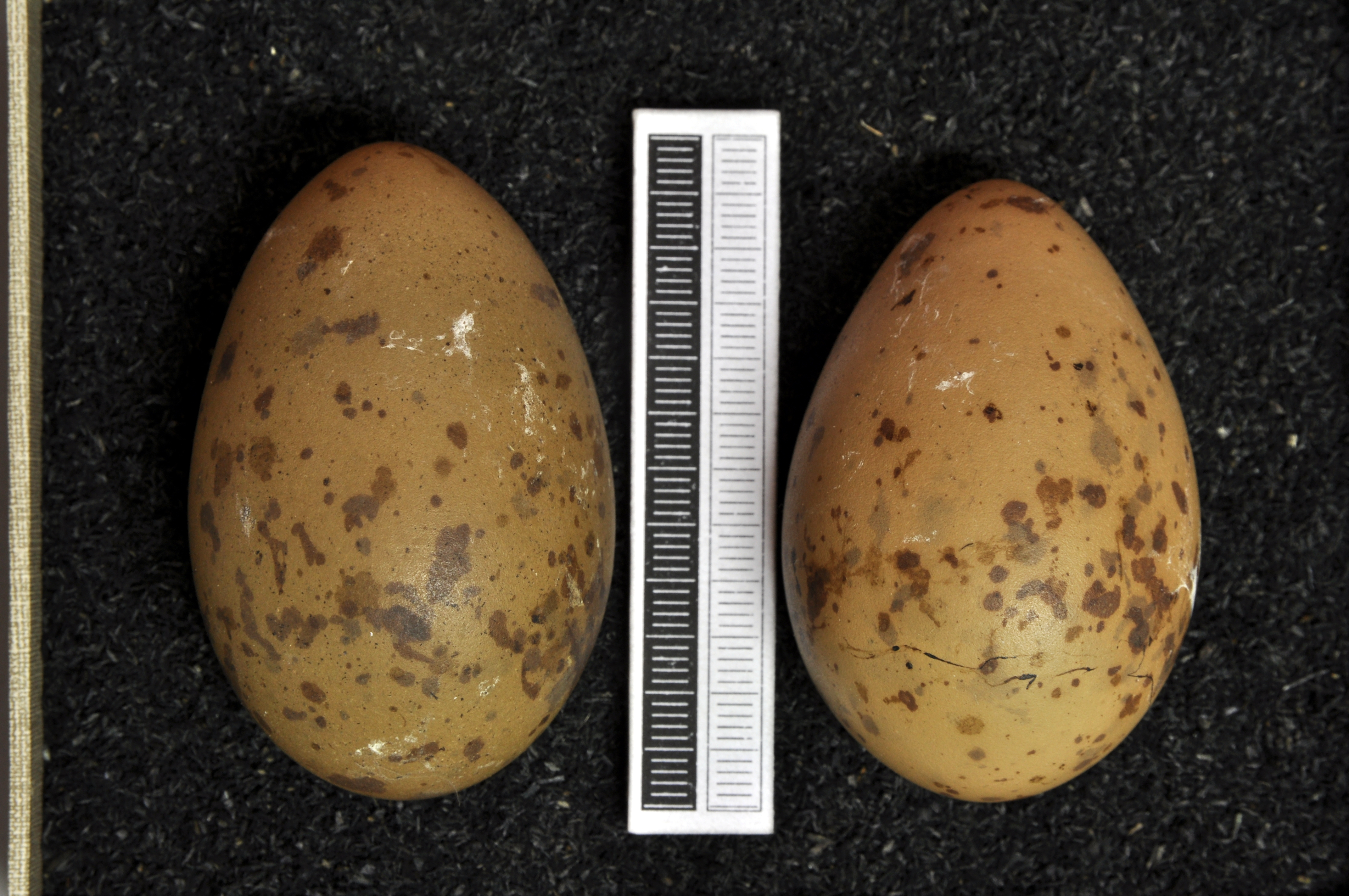
Gelege, Sammlung Museum Wiesbaden

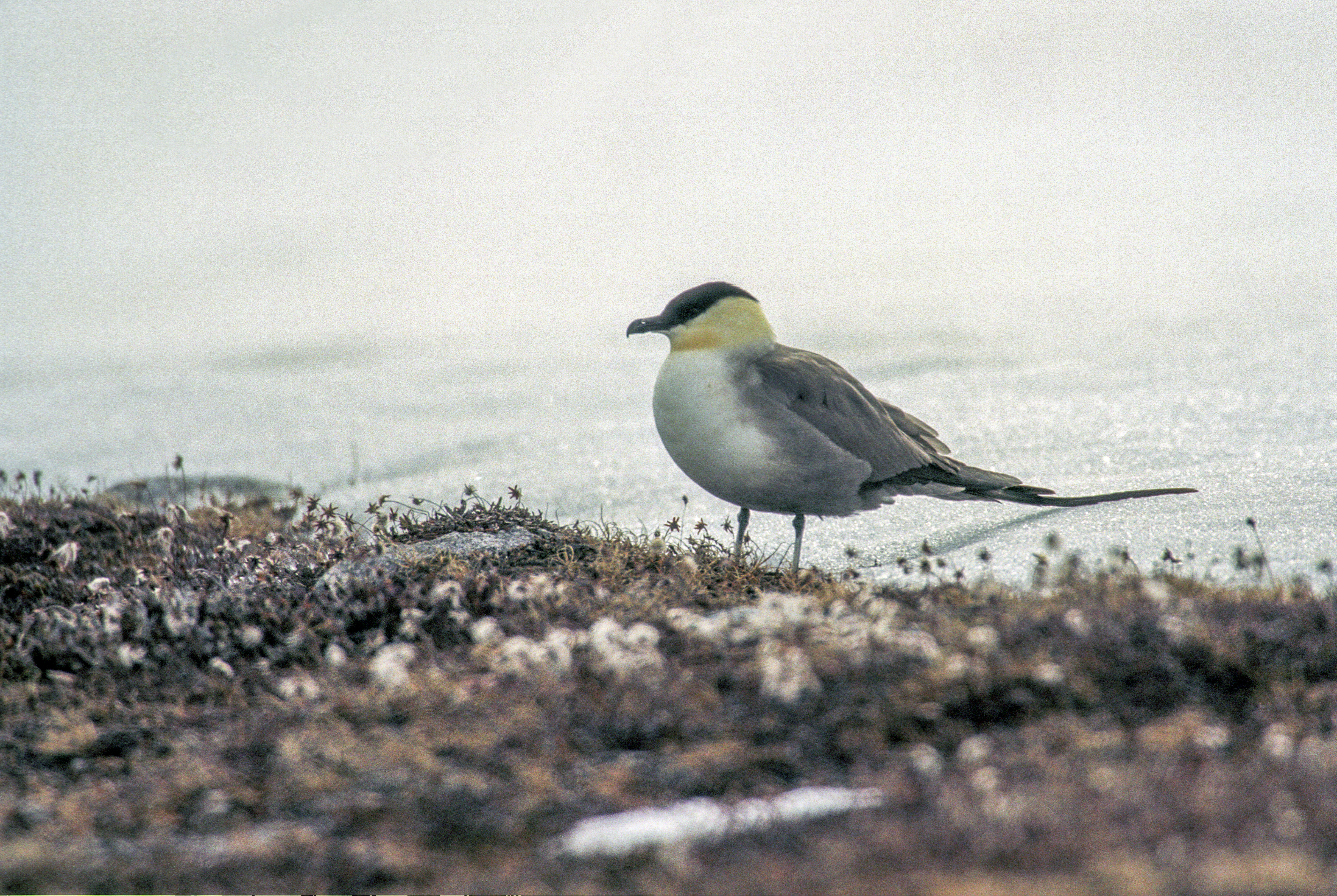
Falkenraubmöwe auf Spitzbergen, 2003

Die Falkenraubmöwe brütet in den arktischen Gebieten von Eurasien und Nordamerika. In Alaska und im nördlichen Russland ist sie etwas häufiger als in der restlichen Arktis. Sie brütet in der trockenen Tundra und sucht dabei auch Brutplätze auf, die weitab von der Küste liegen. Der europäische Brutbestand wird auf 12.000 bis 78.000 Brutpaare geschätzt. Der europäische Teil Russlands weist mit 10.000 bis 50.000 Brutpaaren den größten Bestand auf. Auf Grönland brüten zwischen 1.000 und 20.000 Brutpaare. In Fennoskandinavien leben etwa 600 bis 8.000 Brutpaare.
Außerhalb der Brutzeit ist die Falkenraubmöwe ein ausgesprochener Meeresvogel. Die Überwinterungsgebiete liegen im südlichen Atlantik und Pazifik. Im Nordatlantik überwintert sie nur ausnahmsweise. Der Zugweg in diese Überwinterungsquartiere ist nicht vollständig erforscht. Vermutlich ziehen die westpaläarktischen Brutvögel zunächst zum Nordatlantik und von dort in größerer Entfernung der Küsten nach Süden. Ziehende Vögel sind über dem Nordatlantik vor allem Ende August und Anfang September zu sehen. Vor der Küste Namibias halten sich Falkenraubmöwen ab Ende September auf. Ab Ende März ziehen sie wieder in ihre Brutgebiete zurück, die sie frühestens Ende Mai erreichen. Für Falkenraubmöwen ist eine Brutorttreue nachgewiesen.

## Nahrung
In den Brutgebieten spielt das möwentypische Beuteabjagen bei der Falkenraubmöwe kaum eine Rolle. Ihre Nahrung besteht hier hauptsächlich aus Rötelmäusen, Wühlmäusen und ähnlichen Kleinsäugern. Sie frisst hier auch Insekten, Eier und kleinere Vögel. Sie nimmt in kleineren Mengen auch Beeren als Zusatznahrung auf. An der Küste frisst sie überwiegend selbstgefangene Fische, Crustaceen und Cephalopoden.

## Bestandsprognose
Die Falkenraubmöwe gilt als eine der Arten, die vom Klimawandel besonders betroffen sein wird. Ein Forschungsteam, das im Auftrag der britischen Umweltbehörde und der Royal Society for the Protection of Birds die zukünftige Verbreitungsentwicklung von europäischen Brutvögeln auf Basis von Klimamodellen untersuchte, geht davon aus, dass bis zum Ende des 21. Jahrhunderts das Verbreitungsgebiet der Falkenraubmöwe erheblich schrumpfen wird. Weite Teile des heutigen Brutareals in Norwegen und Schweden werden dieser Art dann keine geeigneten Lebensräume mehr bieten. Mögliche neue Verbreitungsgebiete entstehen auf Franz-Josef-Land und vor allem auf Nowaja Semlja, jedoch können diese potentiellen Arealgewinne die Arealverluste nicht ausgleichen.

## Belege

### Einzelbelege
1. ↑  Bauer et al., S. 553
2. ↑  Bauer et al., S. 553
3. ↑  Bauer et al., S. 553
4. ↑  Bauer et al., S. 554
5. ↑  Brian Huntley, Rhys E. Green, Yvonne C. Collingham, Stephen G. Willis: A Climatic Atlas of European Breeding Birds, Durham University, The RSPB and Lynx Editions, Barcelona 2007, ISBN 978-84-96553-14-9, S. 208